# 8668 Satomimura
8668 Satomimura là một tiểu hành tinh vành đai chính với chu kỳ quỹ đạo là 1377.3246754 ngày (3.77 năm).
Nó được phát hiện ngày 16 tháng 4 năm 1991.